# Porcellio assamensis
Porcellio assamensis is een pissebed uit de familie Porcellionidae. De wetenschappelijke naam van de soort is voor het eerst geldig gepubliceerd in 1924 door Chopra.